# Al-Ahzab
Al-Ahzab (I Confederati o Le Truppe Alleate) è la trentatreesima Sura del Corano, una sura medinese composta da 73 versetti. Questa sura prende il nome dalla battaglia del Fossato, un evento storico significativo durante il periodo di Medina. La sura tratta di vari argomenti, tra cui la difesa della comunità musulmana, le leggi matrimoniali, le relazioni sociali, e l'etica personale.

## Contenuto

### Introduzione e Obbedienza a Allah e al Profeta
Versetti 1-3: La sura inizia esortando il Profeta Muhammad a temere Allah e a non dare ascolto ai miscredenti e agli ipocriti. Viene sottolineata l'importanza di riporre fiducia in Allah.

### La Battaglia dei Confederati
Versetti 4-27: Viene descritta la battaglia dei Confederati, in cui varie tribù arabe si allearono contro i musulmani di Medina. La sura narra la situazione di pericolo affrontata dai musulmani, la costruzione della trincea come strategia difensiva e l'intervento divino che portò alla vittoria dei musulmani.

### Le Leggi Matrimoniali e la Famiglia del Profeta
Versetti 28-40: Questa sezione tratta delle leggi matrimoniali, con particolare attenzione alla famiglia del Profeta. Viene discusso il matrimonio del Profeta con Zaynab bint Jahsh, che fu sposata in precedenza con Zayd ibn Harithah, l'ex figlio adottivo del Profeta. Questo matrimonio è usato per abrogare le pratiche pre-islamiche riguardanti l'adozione e i rapporti matrimoniali.

### Le Mogli del Profeta
Versetti 41-52: Viene delineato il comportamento e il ruolo delle mogli del Profeta Muhammad, con l'enfasi sull'importanza della loro condotta morale e del loro esempio per la comunità. Si stabiliscono regole specifiche riguardanti il loro status e il loro comportamento sociale.

### Le Relazioni Sociali e le Norme di Comportamento
Versetti 53-59: Si stabiliscono norme di comportamento per i credenti, inclusa l'importanza del rispetto per la privacy del Profeta e la modestia nel comportamento delle donne musulmane. Viene introdotto il concetto del hijab (velo) come simbolo di modestia e protezione.

### La Profezia e la Responsabilità della Comunità
Versetti 60-73: La sura conclude con un richiamo alla profezia e alla responsabilità della comunità musulmana di seguire la guida del Profeta Muhammad. Viene sottolineata l'importanza della fede, della giustizia e della responsabilità individuale di fronte a Allah.

## Analisi
La Sura Al-Ahzab è significativa per la sua combinazione di narrazioni storiche, leggi sociali e morali, e norme di comportamento. Attraverso la descrizione della battaglia dei Confederati, la sura evidenzia l'importanza della solidarietà e della difesa della comunità musulmana contro le minacce esterne.
Le leggi matrimoniali e le norme sociali stabilite in questa sura sono fondamentali per la costruzione di una società islamica basata sulla giustizia, il rispetto reciproco e la moralità. Il ruolo delle mogli del Profeta e le norme di comportamento per le donne musulmane riflettono l'importanza dell'etica personale e della modestia.
La sura inoltre ribadisce l'importanza della profezia e della responsabilità individuale di fronte a Allah, esortando i credenti a seguire la guida del Profeta Muhammad e a vivere secondo i principi della fede islamica. In sintesi, la Sura Al-Ahzab offre una guida completa per la costruzione di una società giusta e moralmente retta, basata sulla fede in Allah e sull'adesione alla guida profetica.